# Huéscar
Huéscar és un municipi situat en l'extrem nord de la província de Granada, que limita amb les províncies d'Albacete i Jaén. Té 7.942 habitants (2013).
La seva economia es basa principalment en l'agricultura i la ramaderia.

## Personatges il·lustres
- Vicente García Lacal (Carlet, 1888- després de 1953), director de la Banda Municipal als anys 30 i anys 40 i autor de ¡Al agua, Santas benditas!, juguete cómico-lírico (1932) i Himno a las Santas (1944), dedicat a les santes patrones de Huéscar.
- Esther González Rodríguez (Huéscar, 8 de desembre de 1992), futbolista.